# Воронівка (Олександрівська селищна громада)
Вороні́вка — село в Україні, у Вознесенському районі Миколаївської області. Населення становить 1394 осіб. З 2016 року входить до складу Олександрівської селищної громади.

## Історія

### Епідемія коронавірусу
Перші два випадок захворювання в Миколаївській області було виявлено 11 квітня. Інфіковані особи повернулися із Польщі.
12 квітня в області виявили два нових випадки, це контактні особи, які мали спільні богослужіння з першими виявленими в області двома жінками, у яких підтвердили коронавірусну хворобу. З неофіційних джерел стало відомо, що, як і хворі жінки-пенсіонерки, так і нині виявлені контактні, входять до релігійної громади однієї з протестантських церков.

## Населення
Згідно з переписом УРСР 1989 року чисельність наявного населення села становила 1418 осіб, з яких 660 чоловіків та 758 жінок.
За переписом населення України 2001 року в селі мешкало 1419 осіб.

### Мова
Розподіл населення за рідною мовою за даними перепису 2001 року:
| Мова       | Відсоток |
| ---------- | -------- |
| українська | 93,33 %  |
| російська  | 5,24 %   |
| вірменська | 0,65 %   |
| молдовська | 0,65 %   |
| гагаузька  | 0,07 %   |

## Люди
В селі народилися
- Андрійченко Федір Кирилович (1916 — після 2003) — передовик сільського господарства Української РСР, комбайнер Вознесенської МТС Вознесенського району Миколаївської області, Герой Соціалістичної Праці, депутат Верховної Ради Української РСР 4-го та 5-го скликань.
- Резніченко Тимофій Пилипович (* 1938) — український фахівець у галузі енергетики.
- Фоменко Іван Андрійович — перший заступник голови Київської міської державної адміністрації Олександра Омельченка.
- Чижов Юрій Миколайович (1983—2014) — солдат Збройних сил України, учасник російсько-української війни.